# München Ost–Deisenhofen-vasútvonal
A München Ost–Deisenhofen-vasútvonal egy normál nyomtávolságú, 15 kV 16,7 Hz-cel villamosított 13 km hosszúságú vasútvonal München Ostbahnhof és Deisenhofen között. A vasútvonal 1898. október 10-én nyílt meg.

## Forgalom
A vasútvonalat a Müncheni S-Bahn 3-as és 7-es járat szerelvényei érintik.